# Universidad de Lérida
La Universidad de Lérida (oficialmente y en catalán: Universitat de Lleida) es una universidad pública española situada en Lérida. Es heredera del medieval Estudio General de Lérida.

## Historia
La actual universidad, creada por ley en 1991, es heredera de la institución fundada por Jaime II de Aragón en el año 1300 (siglo XIII), con el nombre de Estudio General, gracias a una bula pontificia de Bonifacio VIII otorgada en 1297.
Con el nacimiento del Estudio General aparecía en Lérida un barrio universitario donde llegaban estudiantes procedentes de toda la Corona de Aragón y de otros muchos territorios, lo que —al igual que ocurre en la actualidad—, proporcionaba a la ciudad un ambiente de especial vitalidad. Por otra parte, estudiantes y profesores formaban una comunidad distinguida con importantes privilegios e inmunidades, con la iglesia parroquial de Sant Martí como lugar emblemático de las celebraciones solemnes, y con el apoyo económico del municipio y del Capítulo Catedralicio.
En la segunda mitad del siglo XVII las universidades en España vivían un periodo de decadencia que continuaría hasta el reinado de Felipe V, ya en el siglo XVIII. En esa época, y una vez finalizada la Guerra de Sucesión, los reformadores borbónicos decidieron clausurar todas las universidades catalanas: Barcelona, Gerona, Lérida, Tarragona, Tortosa, Vic y Solsona. Al mismo tiempo, a 70 km al este de Lérida, crearon la Universidad de Cervera en agradecimiento al apoyo de esta ciudad a Felipe de Anjou, a diferencia de otras, como Lérida o Barcelona, partidarias desde el primer momento del archiduque Carlos de Austria. La nueva universidad fue creada el 11 de mayo de 1717. Una Real Cédula fechada el 9 de octubre del mismo año ordenó el cierre del antiguo Estudio General de Lérida, después de 417 años de prolongada existencia y el del resto de las universidades de Cataluña.
La Universidad de Lérida en la actualidad es miembro de la Red de Universidades Instituto Joan Lluís Vives y forma parte del proyecto Cultur Pro (Lengua y cultura profesional).

## Centros universitarios

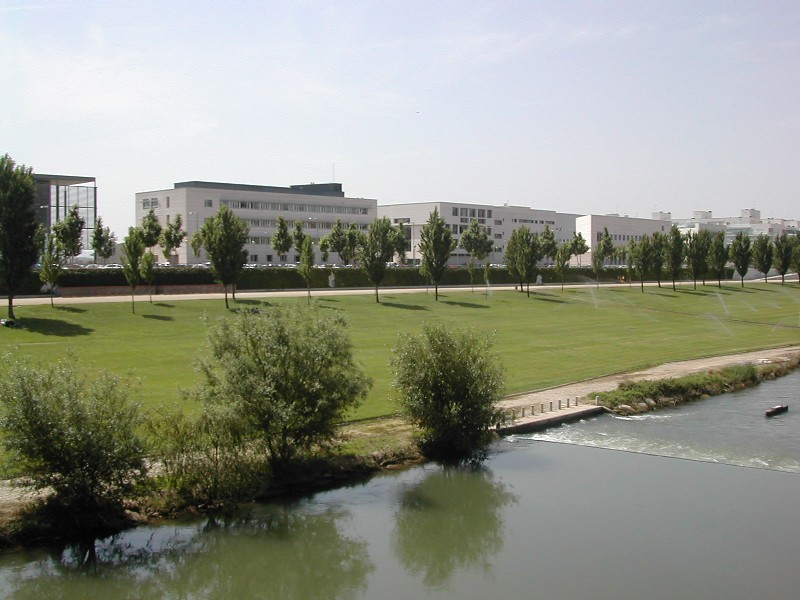
Campus de Cappont

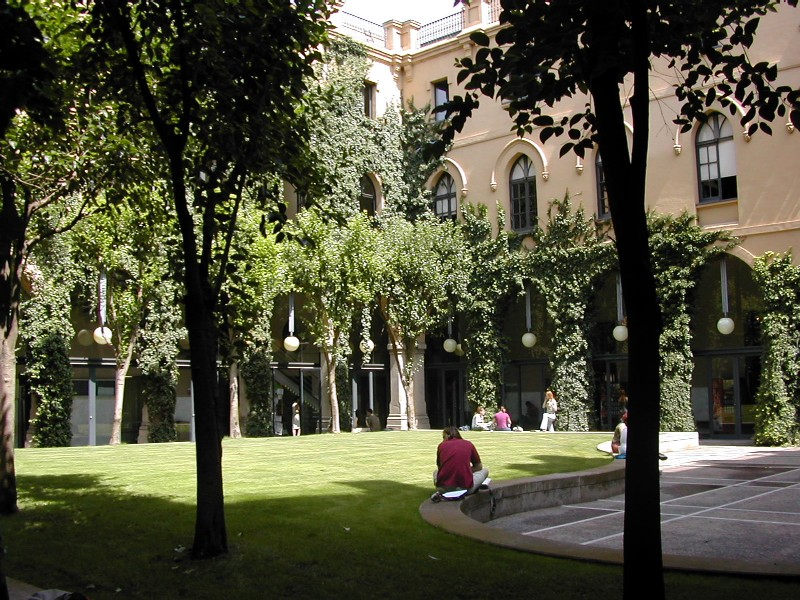
Claustro de la Universidad de Lérida

La UdL cuenta con siete centros universitarios propios y cuatro centros adscritos repartidos en sus campus:

### Campus de Cappont

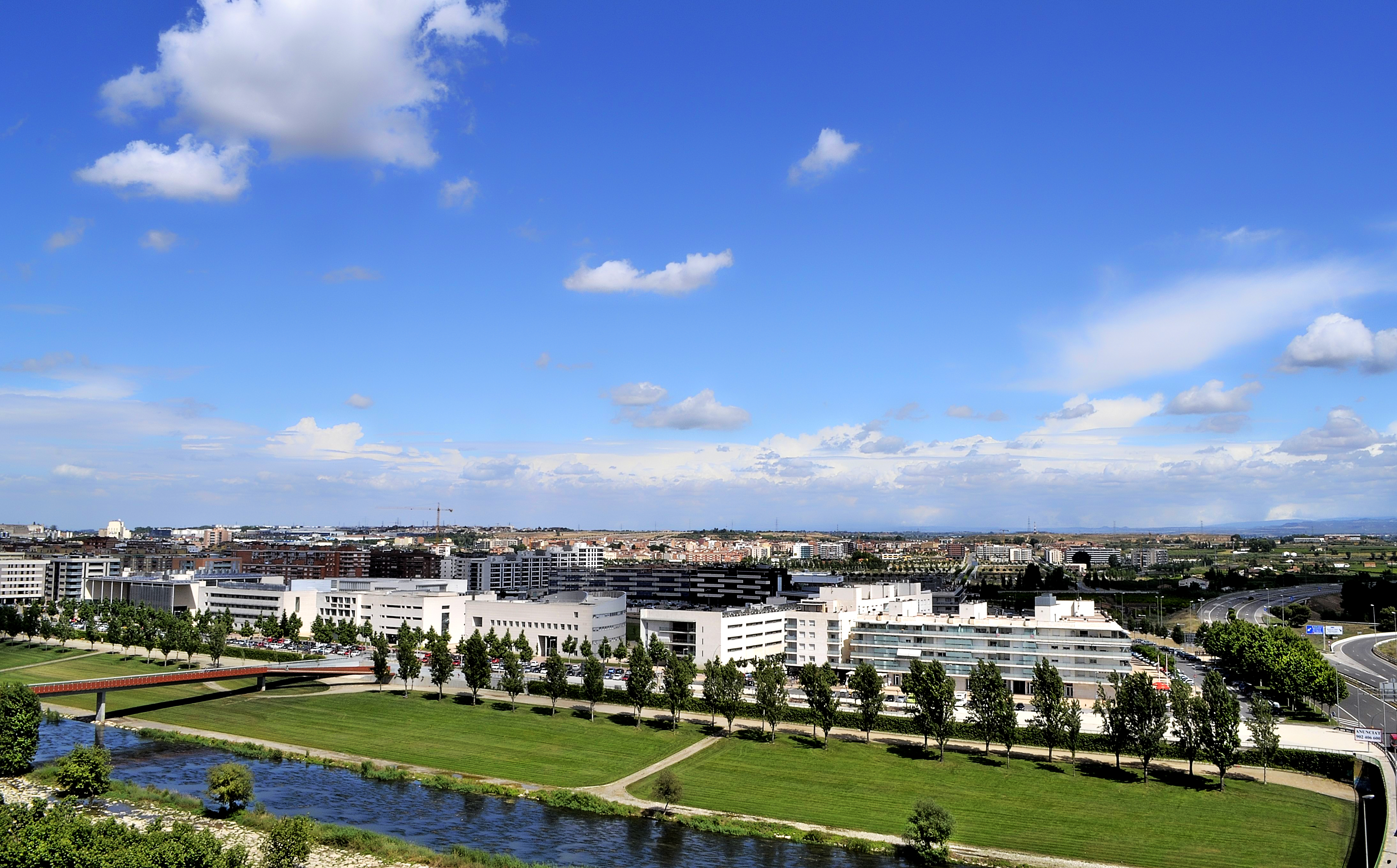
El campus de Cappont de la Universidad de Lérida se encuentra en la magen izquierda del río Segre, en la barriada de Cappont.

- Facultad de Derecho, Economía y Turismo
- Escuela Politécnica Superior
- Facultad de Educación, Psicología y Trabajo Social

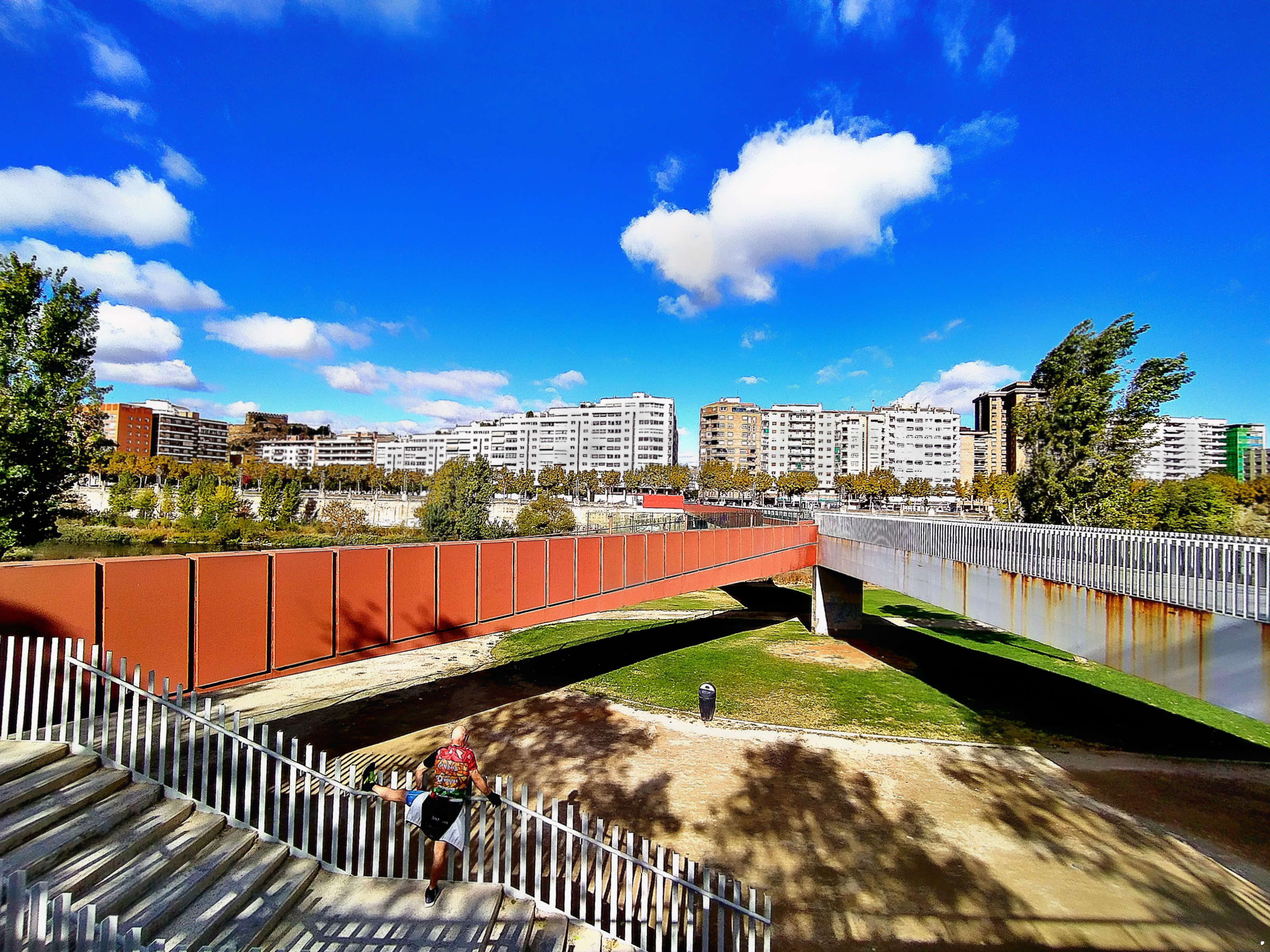
Pasarela de los Maritas.

- Centro de

### Campus Agroalimentario, Forestal y Veterinario (ETSEAFiV)
- Escuela Técnica Superior de Ingeniería Agraria (ETSEA)

### Campus del Rectorado
- Facultad de Letras
- Escuela de doctorado

### Campus de Ciencias de la Salud
- Facultad de Medicina
- Facultad de Enfermería y Fisioterapia

### Campus de Igualada-UdL
- Edificio Pla de la Massa
- Edificio Ciencias de la Salud
- 4D Health

### Centros adscritos a la UdL
- Instituto Nacional de Educación Física de Cataluña - INEFC Lleida e INEFC Pirineus
- Escuela Universitaria de Relaciones Laborales
- EAE Business School Campus Barcelona
- Centro de Educación Superior Next International Business School (Madrid)